# Hieracium brachythysanum
Hieracium brachythysanum es una especie de planta con flor del género Hieracium, de la familia Asteraceae, orden Asterales.

## Distribución
Hieracium brachythysanum se distribuye por Suecia.

## Taxonomía
Fue descrita científicamente por Hyl. Fue publicada en Symb. Bot. Upsal. 7(1): 221 (1943).